# Sphaerocera tuberculosa
Sphaerocera tuberculosa är en tvåvingeart som beskrevs av Kim 1968. Sphaerocera tuberculosa ingår i släktet Sphaerocera och familjen hoppflugor. Inga underarter finns listade i Catalogue of Life.